# Sturzelbronn
Sturzelbronn település Franciaországban, Moselle megyében. Lakosainak száma 168 fő (2022. január 1.). Sturzelbronn Dambach, Bitche, Éguelshardt, Philippsbourg, Roppeviller és Obersteinbach községekkel határos.

## Népesség
A település népessége az elmúlt években az alábbi módon változott:
| Lakosok száma | 179  | 178  | 181  | 176  | 174  | 174  | 172  | 170  | 168  |
|               | 2013 | 2015 | 2016 | 2017 | 2018 | 2019 | 2020 | 2021 | 2022 |